# Biblioteca Nacional da Sérvia
A Biblioteca Nacional da Sérvia (em sérvio Народна библиотека Србије ou Narodna Biblioteka Srbije) encontra-se em Belgrado, Sérvia, no município de Vracar, perto do Templo de São Sava.
Fundada em 1832 por Gligorije Vozarović, em 1941 foi destruída durante o bombardeio de Belgrado pelos nazis em seu ataque à capital do então Reino de Jugoslávia. Na biblioteca perderam-se nessa ocasião quase um milhão de livros de um valor incalculável. Na actualidade conta com mais de cinco milhões de artigos, entre livros, manuscritos, incunábulos, microfilmes, etc.
Uma das jóias que se conservam na biblioteca é o Evangelho de Miroslav, considerado como um dos mais importantes e formosos livros sérvios, manuscrito escrito sobre pergaminho, em cirílico. É uma obra litúrgica realizada ao redor de 1180 por dois monges para o duque Miroslav, irmão de Esteban Nemanja, grande príncipe do estado sérvio medieval de Raška.
A Biblioteca faz parte de Biblioteca Digital Mundial.
Desde agosto de 2012 a Biblioteca Nacional de Sérvia e a Biblioteca Nacional de Espanha têm um acordo de intercâmbio de recursos de investigação bem como de documentos, bibliografia, etc. para “fortalecer a amizade e o entendimento entre os dois povos”.